# Clostridium perfringens
Clostridium perfringens (cunoscută în trecut ca C. welchii sau Bacillus welchii) este o bacterie Gram-pozitivă sub formă de bacil, anaerobă, sporulată, patogenă, aparținând genului Clostridium. C. perfringens este omniprezentă în natură și este o componentă normală a materiei vegetale în curs de descompunere, în sedimentele marine și în tractul gastrointestinal al vertebratelor (inclusiv la om). Prezintă cea mai mică perioadă pentru o generație identificată dintre toate organismele, la 6,3 minute, dacă este cultivată pe mediu tioglicolat.

## Patogenitate
C. perfringens este una dintre principalele cauze ale toxiinfecției alimentare, împreună cu norovirus, Salmonella, Campylobacter și Staphylococcus aureus. Totuși, există cazuri în care poate fi ingerată fără să determine orice afectare. Infecțiile cauzate de C. perfringens se manifestă prin necroză tisulară, bacteriemie, colecistită emfizematoasă și gangrenă gazoasă (sau mionecroză clostridiană).